# 馬希崇
楚后主馬希崇（912年—？），五代十國時期马楚末代君主，楚王馬殷之子，馬希萼同母弟。馬希廣在位時於天策上將府任天策左司馬之職。

## 生平
後漢高祖天福十二年（947年），馬希範去世，將領排除馬希範諸弟中年齡最長的馬希萼，而擁護馬希廣繼立，因而馬希崇就以馬希廣之繼位違反父親兄終弟及的遺命挑撥馬希萼，並且經常將馬希廣的一舉一動告訴馬希萼，以為內應。
後漢隱帝乾祐（950年），叛變的馬希萼攻占南楚都城长沙府，自立為天策上將軍、武安、武平、靜江、寧遠等軍節度使、楚王後，任命馬希崇為節度副使，將政事都交給馬希崇，然而馬希崇又把政事交給下屬，导致政事混亂。而馬希萼又對士卒不加賞賜，因此軍心思變。
後周太祖廣順元年九月十九·戊寅（951年10月22日），在馬希崇事先知情的情況下，徐威等將領兵變，馬希崇被推為武安留後，馬希萼則被移往衡山縣囚禁。馬希崇繼立後，亦縱酒荒淫，人心不附。九月廿七·丙戌（10月30日），衡山指挥使廖偃与彭师皓发动叛乱，立馬希萼为衡山王。當時南楚情勢，內有數股勢力割據，外有強鄰南唐虎視眈眈，徐威等欲殺馬希崇自救，馬希崇察覺其中變故，遂密迎南唐大軍保護。十月初三·辛卯（11月4日），南唐將領邊鎬率軍進入醴陵；十月十四·壬寅（11月15日），馬希崇派遣天策学士拓跋恒携降表向邊鎬请降；十月十五·癸卯（11月16日），馬希崇率众随邊鎬进入长沙城。十一月十三·辛未（12月14日），边镐兵临衡山，迫使馬希萼投降，马楚灭亡。
南楚亡後，馬氏家族一度被遷往南唐，馬希崇被封為永泰節度使，居住揚州（今江蘇揚州）。後周世宗顯德三年（南唐元宗保大十四年，956年），後周攻南唐，佔領包括揚州在內的淮南地區，后又失守扬州，马希崇又率家族随周军回到都城大梁（今河南開封），馬希崇被任命為羽林統軍。其後事蹟史書未載，不知所終。